# Улица Инжениеру (Рига)
Улица И́нжениеру (латыш. Inženieru iela) — улица в исторической части города Риги, в Центральном районе. Пролегает в северо-восточном направлении, соединяя бульвар Райня и улицу Меркеля; с другими улицами не пересекается. Общая длина улицы Инжениеру составляет 94 метра.
В створе улицы с двух сторон расположены, соответственно, парковая зона Городского канала и Верманский парк.

## История
Улица была проложена в ходе реконструкции центра Риги в 1860-е годы, вдоль одной из границ земельного участка, на котором в 1866 году началось строительство первого корпуса Рижского политехникума (ныне здание Латвийского университета). В конце того же года улица получила название Инженерная улица (нем. Ingenieurstraße). Переименований улицы не было.

## Транспортное значение
На всём протяжении улица Инжениеру асфальтирована, движение одностороннее (в направлении бульвара Райня). Ширина проезжей части — 6 метров, по обеим сторонам устроены тротуары.
По улице проходят маршруты троллейбуса № 15 и 20, здесь же расположена их конечная остановка «Latvijas Universitāte». Через эту же остановку проходят и некоторые рейсы маршрутов № 18 и 23, следующие через Островной мост во 2-й троллейбусный парк на улице Елгавас. В свою очередь, на улице Меркеля и бульваре Райня расположены остановки «Inženieru iela», через которые проходят многие маршруты городского транспорта.

## Застройка
Современный архитектурный облик улицы Инжениеру полностью сложился к концу XIX века. Использован метод сплошной застройки без промежутков между зданиями. Дома имеют от 3 до 5 этажей и визуально примерно равную высоту. Все здания, выходящие к улице Инжениеру, являются памятниками архитектуры.
- Всю чётную сторону занимает здание Латвийского университета (архитектор Г. Хилбиг, современный адрес — бульвар Райня, 19), построенное тремя очередями в едином архитектурном стиле: в 1866—1869 годах — корпус по бульвару Наследника (ныне бульвар Райня), выходящий на ул. Инжениеру боковым фасадом; в 1876—1878 годах — корпус по улице Паулуччи (ныне Меркеля), также выходящий боковым фасадом, а в 1883—1885 годах — соединяющий их корпус по улице Инжениеру[5].
- По нечётной стороне расположено три здания:
  - Бульвар Райня, 17 — 1897 г., архитектор Янис-Фридрих Бауманис[6].
  - Улица Инжениеру, 1 — жилой дом начала XX века в стиле эклектики[7].
  - Улица Меркеля, 17/19 — 1872 г., архитектор Янис-Фридрих Бауманис[8].